# Vụ sập cần cẩu ở Mecca
Vào ngày 11 tháng 9 năm 2015, một cần cẩu bánh xích sập đổ vào nhà thờ hồi giáo Masjid al-Haram (còn gọi là Đại Thánh đường) tại Mecca, Ả Rập Xê Út. Vụ sập đã khiến cho 118 người thiệt mạng và 394 người khác bị thương. Vụ tai nạn xảy ra vào thời điểm Mecca đang chuẩn bị cho lễ hành hương thường niên Hajj của người Hồi giáo, diễn ra từ ngày 21 đến ngày 26 tháng 9. Dự kiến, hàng triệu người sẽ đổ về thánh địa Mecca từ khắp thế giới.
Mười lăm người Ấn Độ, mười người Malaysia, mười lăm người Iran, 42 người Indonesia, và 51 người Pakistan bị thương. Mười một người Pakistan, mười một người Ấn Độ và hai người Anh thuộc trong số những người bị thiệt mạng. Vụ tai nạn được cho là vụ sập cần cẩu đẫm máu nhất trong lịch sử hiện đại, có nhiều người chết nhất so với vụ sập cần cẩu xây dựng diễn ra tại thành phố New York vào năm 2008 làm 7 người chết.
Người đứng đầu Cơ quan dân phòng Ả-rập Saudi, ông Sulayman Bin-Abdullah al-Amr cho biết gió mạnh và mưa lớn được cho là nguyên nhân khiến cần cẩu bị đổ. Một cuộc điều tra đang được tiến hành để đánh giá thiệt hại và mức độ an toàn của địa điểm xảy ra tai nạn.